# Werkstatt Deutschland

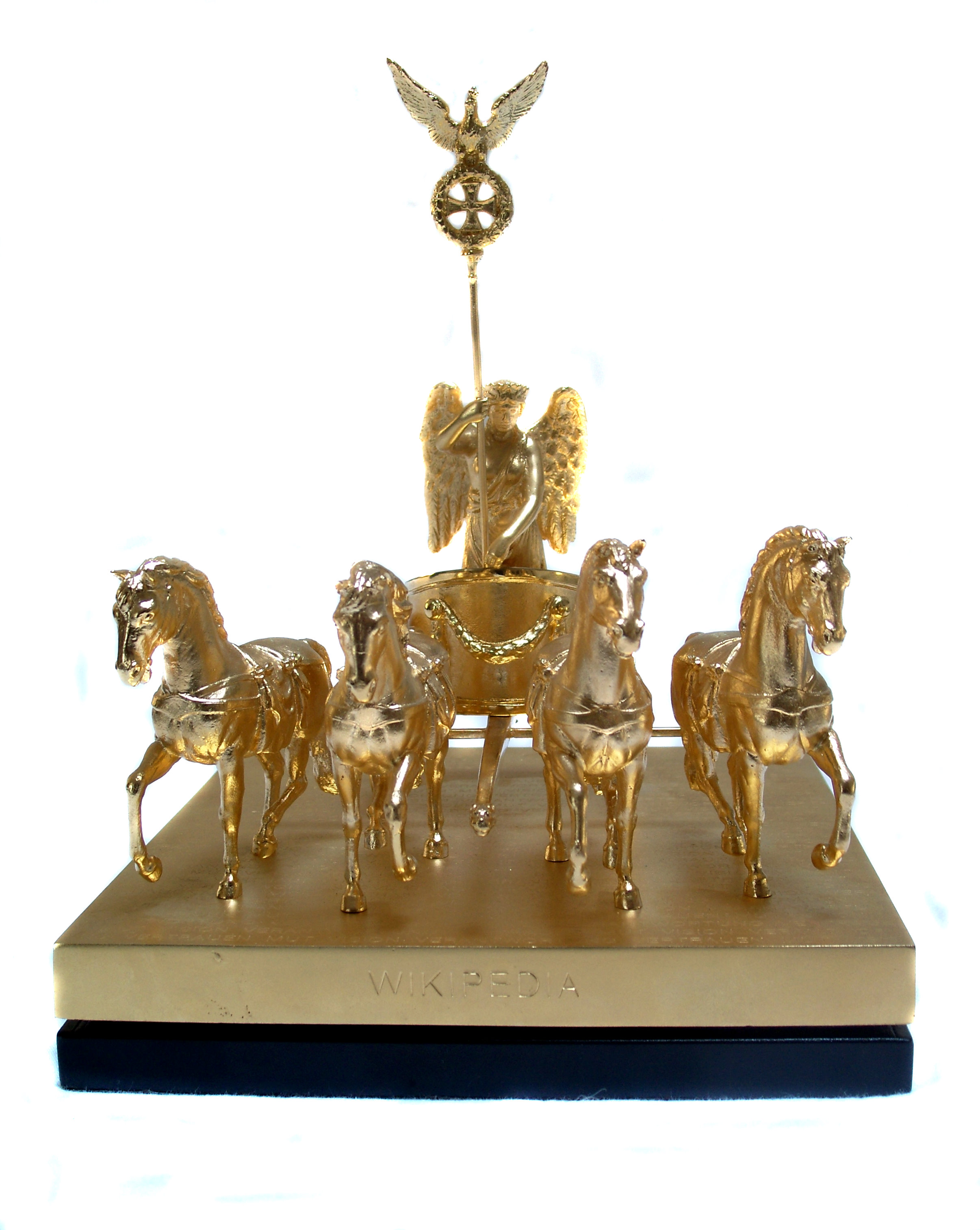
Ein nationales deutsches Symbol als Vereinspreis: die Quadriga. (Die Abbildung zeigt das 2008 an Wikipedia verliehene Exemplar des Preises.)

Werkstatt Deutschland e. V. war ein am 10. Mai 1993 in Berlin gegründeter Verein, der den Preis „Die Quadriga“ vergeben hat. Die Absicht, diesen Preis 2011 an Wladimir Putin zu vergeben, rief massive Proteste hervor. Daraufhin wurde die Preisvergabe 2011 zunächst ausgesetzt, und der Preis wurde dann nie wieder vergeben. Am 14. März 2017 wurde der Verein aus dem Vereinsregister gelöscht. Gegen die Netzwerk Quadriga gGmbH wurde ein Insolvenzverfahren eröffnet, und am 18. April 2018 wurde die Gesellschaft aufgelöst.

## Geschichte
Gründungsvorsitzende waren die beiden Rechtsanwälte und ehemaligen Politiker Klaus Riebschläger († 2009, SPD) und Lothar de Maizière (CDU). Die Gründung wurde außer von Politikern vor allem von Unternehmensmanagern unterstützt, darunter die damaligen Kuratoriumsmitglieder Klaus Rauscher (Vorstandsvorsitzender Vattenfall Europe AG), Thomas Holtrop (Vorstandsvorsitzender T-Online), Jochen Zeitz (Vorstandsvorsitzender Puma AG), Jürgen Weber (Aufsichtsratsvorsitzender Lufthansa), Jürgen Schau (Geschäftsführer Global Entertainment), Tim Renner (Chef der Universal), Jens Odewald (Aufsichtsratsvorsitzender Tchibo Holding AG, Vorstandsvorsitzender der Kaufhof AG) und Horst Köhler (damals Direktor des Internationalen Währungsfonds).
Die Mitglieder des Vereins waren nach eigener Angabe „prominente Vertreter aus allen Parteien, Chefredakteure und Intendanten sowie namhafte Repräsentanten der Wirtschaft.“ Wichtigster Sponsor war das Energieunternehmen Vattenfall, das jährlich 100.000 Euro für den Preis „Quadriga“ zur Verfügung stellte.

## Aktivitäten

### Quadriga-Preis
Bekannteste Aktivität war die Verleihung des anfangs pro Preisträger mit 25.000 Euro dotierten Preises im Rahmen einer Gala. Neben der Verwendung des Namens Deutschland im Vereinsnamen und der Nachbildung der Quadriga für den Preis steigerte der Verein die Inanspruchnahme nationaler Symbolik noch durch die Vergabe des Preises am Tag der Deutschen Einheit. Die Preisvergabe wurde als festliche Gala und gesellschaftliches Ereignis mit hoher öffentlicher Aufmerksamkeit mit etwa 1000 Gästen im Konzerthaus am Gendarmenmarkt von der geschäftsführenden Vereinsvorsitzenden Marie-Luise Weinberger organisiert. Zur Gala schrieb die Tageszeitung Die Welt: „Die Karten für die Veranstaltung, die nun regelmäßig am Tag der Deutschen Einheit stattfinden soll, kann man nicht kaufen. Man wird von der ‚Werkstatt Deutschland‘ zu ‚Die Quadriga‘ geladen – oder nicht.“ Zu den Laudatoren für die Preisträger gehörten Friedrich-Christian Flick und Peter Ustinov.

### Tafel der Demokratie
Nach der Wahl seines früheren Kuratoriumsmitgliedes Horst Köhler zum Bundespräsidenten hat der Verein am 3. Juli 2004 ein festliches Dinner vor dem Brandenburger Tor mit 1.200 Personen durchgeführt, das er Tafel für Demokratie nannte und 2009 nach der Wiederwahl Horst Köhlers mit 1.500 Gästen wiederholte. Dies wurde auch für Christian Wulff wiederholt. Die Finanzierung übernahmen Förderer.
Kritik
Zur Veranstaltung 2010 protestierte eine Arbeitsgemeinschaft mit einer parallel in unmittelbarer Nähe stattfindenden Tafel der Habenichtse gegen die Höhe der Hartz IV-Sätze und eine „Vertafelung der Gesellschaft“, womit unter Anlehnung an den Titel der Veranstaltung auf die Angewiesenheit immer größerer Gesellschaftskreise auf sogenannte Tafeln hingewiesen wurde. Der Publizist Henryk M. Broder kritisierte das Konzept der Tafel der Demokratie selbst: angesichts umfangreicher repräsentativ-demokratischer Strukturen erkenne er in der Idee, dass Bürger ihre Besorgnisse und Anliegen im Rahmen eines Essens vortragen sollten, nichts anderes als „feudales Gehabe“ eines Landesvaters.

### Rollenwechsel Medien und Politik
Stark ausgebaut hat der Verein sein Netzwerk zu Chefredakteuren. Er verschaffte diesen Zugänge zu seinen festlichen Veranstaltungen und nutzte diese Verbindung für Eigendarstellung und Aktivitäten. Höhepunkt war die Aktion Rollenwechsel Medien und Politik zur Verknüpfung von Politik und Medien: Der hessische Ministerpräsident Roland Koch war in diesem Rahmen kurzzeitig Chefredakteur bei Focus; der Bundesminister für Wirtschaft Werner Müller Chefredakteur von Max; der Vorsitzende der FDP Guido Westerwelle sprach Nachrichten bei Sat.1; der Bundesminister für Finanzen Hans Eichel wurde Chefredakteur von Bild; der Bundesvorsitzende von Bündnis 90/Die Grünen Fritz Kuhn Chefredakteur des Bayerischen Fernsehens und der Vorsitzende der CDU/CSU-Fraktion im Deutschen Bundestag Friedrich Merz Chefredakteur des Tagesspiegels.
Kritik
Diese Aktion kritisierte etwa Matthias Stoffregen wie folgt: „Der Rollentausch fand in den Medien große Resonanz. Übersichtlich blieb aber der Erkenntnisgewinn, der daraus für Beteiligte und Beobachter zu ziehen war. Die Frage, was die einen von den anderen hätten lernen können, was sie nicht ohnehin schon wussten, konnte eigentlich niemand so recht beantworten.“ Zeit-Autor Gunter Hofmann brachte die weitergehende Kritik auf den Punkt: „Die Veranstaltung ist ein Teil des Problems, das sie beleuchten will.“ Anders formuliert: „Zu viel, nicht zu wenig Nähe und Verständnis ist das Problem im Beziehungsfeld Politik und Medien.“

### Weitere Aktivitäten
Daneben hat der Verein zwischen 1994 und 1996 erfolglos Werbung für den Zusammenschluss von Berlin und Brandenburg gemacht und Podiumsdiskussionen in Berlin durchgeführt. Diskussionspartner bei solchen Veranstaltungen waren Julian Nida-Rümelin (2001), Harald Wolf, Berliner Senator für Wirtschaft, Arbeit (2002), Thilo Sarrazin, Senator für Finanzen (2002).
Zu den Veranstaltungen gehörten auch sogenannte politische Galas, darunter die erste 3. Oktober 2000 zu Ehren von Bill Clinton und eine Kaffeetafel für Gäste der Fußball-WM 2006.
In der Amtszeit von Bundespräsident Roman Herzog ließ man einen Doppeldeckerbus durch Deutschland fahren, „um Jugendlichen neue Berufschancen und Zukunftstrends aufzuzeigen.“

## Eigendarstellung
In ihrer Gründungserklärung übten die Vereinsgründer harsche Kritik an den Westdeutschen:
„Solidarität kommt nicht mehr aus dem Herzen der Bürger, sondern muß per Dekret von oben verordnet werden. Menschlichkeit und Anteilnahme sind als Reizwörter aus der Alltagsspra-che gestrichen worden. Ignoranz und Egoismus scheinen neue deutsche Kardinaltugenden zu sein. Die Westdeutschen verschanzen sich in ihren Trutzburgen des Konsums und behandeln die Ostdeutschen wie vergessene Verwandte, die man zwangsweise einquartieren muß. Nach wenigen Tagen der Wiedersehensfreude wird der Besuch als lästig und zu kostspielig empfunden.“
und ebenso an der Politik:
„Auf der Bonner Bühne hat das Stück ‚Abschied vom politischen Handeln und Gestalten‘ mit viel verbaler Begleitmusik Dauerpremiere. Teile der Parteien üben sich in Wahrnehmungsblockaden und Flüchten sich entweder in kleinkarierte Streitereien oder in hektischen Aktionismus, statt die große historische Aufgabe mit Mut zu meistern.“
den Medien und Intellektuellen:
„Die Medien finden mehr Gefallen an spektakulären Enthüllungen als an einer objektiven Berichterstattung über die Einheit. Die 'Intelligenz', deren Ideen heute nötig wären, ist in ratloses Schweigen oder trotzigen Zynismus verfallen und verbleibt in den Schützengräben des alten Denkens.“
Für sich nahm der Verein folgende Ziele in Anspruch:
„Den Prozeß der Vereinigung aktiv zu gestalten, ist erklärtes Ziel des Vereins Werkstatt Deutschland. Hier treffen Menschen, Lebenswirklichkeiten und Überzeugungen zusammen, die in unserer von inhaltsleerem Schlagwörterabtausch geprägten Freund-Feind Diskussionskultur sonst kaum so miteinander reden, geschweige denn handeln würden. Die Mitglieder der Werkstatt treten nicht als Lobbyisten ihrer jeweiligen Rolle oder Funktion auf, sondern als verantwortungsbewußte Staatsbürger. Bürger aus Ost und West, Wissenschaftler, Künstler, Vertreter der Wirtschaft und der Gewerkschaften, der Verwaltung, der Medien, der Kirchen und auch Politiker blicken über den Tellerrand der tagespolitischen Aktualität hinaus und entwickeln Leitbilder für die Zukunft und innovative und realitätstüchtige Wege in der Gegenwart.“
Als Weg der Zielerreichung gab der Verein an:
„Die Aktivitäten des Vereins sind vielfältig: Symposien zu zeitgeschichtlichen und philosophischen Fragen, Fachtagungen mit konkretem Sachthemenbezug, regional-handlungsorientierte Projekte vor Ort wechseln einander ab. Gleichzeitig will der Verein konkrete Vernetzungshilfe vor Ort in den neuen Bundesländern leisten. Dort laufen viele Aktivitäten auf kommunaler und regionaler Ebene unkoordiniert; es fehlt eine Stätte des Erfahrungs- und Inrormationsaustausches.“